# Schalke
Schalke è un quartiere (Stadtteil) di Gelsenkirchen, appartenente al distretto urbano (Stadtbezirk) di Gelsenkirchen-Mitte.
Il quartiere è famoso per la società polisportiva locale, lo Schalke 04, conosciuta principalmente nel settore calcistico.

## Geografia
Il distretto di Schalke si trova a 2,1 chilometri a nord della linea ferroviaria Duisburg-Ruhrort-Dortmund e poco meno di 1 km a nord-ovest dell'Autostrada A 42.

## Storia
Il nome di questa località ha avuto diverse grafie in passato: Scedelike, Sceleke, Scadelik, Schadelick, Schalicke, Schalecke e Schalcke. Il nome Schalke nacque così e si riferiva ad un piccolo insediamento, e significava "area intorno al cranio" o "insediamento in un'area a forma di teschio".

## Monumenti e luoghi di interesse
- Chiesa cattolica di San Giuseppe